# Eli F. Heckscher
Eli Filip Heckscher (født 24. november 1879 i Stockholm, død 23. december 1952 i Stockholm) var en svensk nationaløkonom og økonomisk historiker. Han er formentlig mest kendt for Heckscher-Ohlin-teoremet, som han udarbejdede sammen med Bertil Ohlin.
Heckscher var søn af generalkonsul Isidor Heckscher og Rosa Meyer, far til Gunnar Heckscher samt farfar til Einar, Sten, Eva og Ivar Heckscher.

## Uddannelse og karriere
I 1897 blev Heckscher indskrevet på Uppsala universitet, og han blev 1904 Fil.lic., og 1907 fil.dr.. År 1907 blev han docent i politisk økonomi ved Stockholms högskola, 1909–1929 var han professor i nationaløkonomi med statistik ved Handelshögskolan i Stockholm, samt i økonomisk historie mellem 1929–1945.

## Videnskabeligt forfatterskab
Heckschers videnskabelige uddannelse falder lige så meget på den historiske som på den nationaløkonomiske videnskabs område, og hans videnskabelige forfatterskab ligger overvejende inden for den økonomiske historie, hvor han i en vis udstrækning var banebrydende. Hans første arbejde af denne art, gradualafhandlingen Till belysning av järnvägarnas betydelse för Sveriges ekonomiska utveckling (oprindelig trykt i jubilæumsskriftet "Statens järnvägar 1856–1906", senere genudgivet særskilt i udvidet skikkelse 1907), gav på grund af emnets karakter mindre betydningsfulde resultater, men hans næste arbejde, Produktplakatet och dess förutsättningar (oprindelig i "Historiska studier tillägnade Harald Hjärne", 1908, også dette omtrykt i udvidet skikkelse i "Ekonomi och historia"), er at anse som den første på fuldt moderne principper hvilende afhandling i økonomisk historie i Sverige. Det således indledte omslag har Heckscher senere fuldført dels ved det betydende arbejde Kontinentalsystemet (1918; tillige udgivet på engelsk, i 1923 prisbelønnet med Kungliga Vetenskapsakademiens Arnbergska pris), dels ved essaysamlingen Ekonomi och historia (1922). I denne er især det programmatiske indledningskapitel af vægt; Heckscher udførte der nærmere princippet om nødvendigheden af at tillempe den teoretiske nationaløkonomis resultater og almene betraktelsesmåde på historiens økonomiske foreteelser.
I sit rent nationaløkonomiske forfatterskab viste Heckscher sig i begyndelsen stærkt påvirket af den i begyndelsen af 1900-tallet rådende reaktion mod den klassiske økonomis metoder. Med sin strengt videnskabelige tilgang frigjorde han sig imidlertid snart fra denna retning; de første resultater i hans produktion af detta omslag kom i årene 1912–1913. Der efter blev Heckscher en af de førende repræsentanter for den moderne svenske nationaløkonomiske skole med dennes krav om en strengt logisk opfattelse og dennes bestræbelse på at tillempe videnskabelige synspunkter på praktiske problemer. Det vigtigste udtryk herfor har Heckscher givet i arbejdet Världskrigets ekonomi (1915). Af lignende art er også Svenska produktionsproblem (1918), hvor Heckscher samlede en del instruktive studier, hovedsagelig vedrørende Sveriges næringsliv. I indledningskapitlet, "Produktionsproblemet", giver Heckscher et sammenfattende udtryk for en økonomisk samfundsopfattelse, som står den klassiske nationaløkonomis ret nær. Denne opfattelse har han videre udviklet i skriftet Gammal och ny ekonomisk liberalism (1921), som udgør et på sin vis banebrydende forsøg på at forene den gamle økonomiske liberalisme med en senere tids erfaringer på samfundsorganisationens område.
I sin fremtrædende journalistiske virksomhed (i Svensk tidskrift, Stockholms Dagblad og senere Dagens Nyheter) har Heckscher yderligere udviklet disse synspunkter, ligesom han med stor iver har deltaget i diskussionen om de aktuelle pengepolitiske problemer. I et antal strengt fagvidenskabelige artikler, hovedsagelig i Ekonomisk tidskrift, har han desuden ydet vigtige bidrag til udviklingen af olige nationaløkonomiske teorier.

## Politik
Også inden for den politiske meningsdannelse i Sverige gjorde Heckscher en betydende indsats. Under sit ophold i Uppsala sluttede Heckscher sig til den af Harald Hjärnes idéer stærkt påvirkede retning inden for högern (højre) ved universitetet, og i 1911 opsatte han sammen med (senere professor) Gösta Bagge denne retnings mest betydningsfulde organ, Svensk tidskrift. Senere sluttede Heckscher sig i en vis grad, under påvirkning af sin videnskabelige opfattelse, til en mere liberal politik i økonomiske spørgsmål.
Ved siden af alt dette har Heckscher tillige påtaget sig et stort antal offentlige opgaver; sit mest betydende arbejde i denne henseende turde han have ydet ved den på hans initiativ nedsatte krigsberedskabskommission (1915–1918; talsmand 1917). Han var 1906–1909 sekretær i den svenske statistiska kommittén og blev 1921 medlem af tull- och traktatkommittén (told- og traktatkomiteen).
Heckscher blev indvalgt som medlem af Ingenjörsvetenskapsakademien 1919 og af Kungliga Vetenskapsakademien 1932.

### Forfatterskab på internettet
- "Merkantilismen som Samfundsopfattelse" (Historisk Tidsskrift, 9. række, Bind 5; 1926) Arkiveret 4. marts 2016 hos  Wayback Machine
- anmeldelse af: "Axel Nielsen, unter Mitarbeit von Erik Arup, O. H. Larsen, Albert Olsen: Dånische Wirtschaftsgeschichte. (Handbuch der Wirtschaftsgeschichte, hrsg. von Georg Brodnitz). Jena 1933" (Historisk Tidsskrift, 10. række, Bind 3; 1934)
- "Forskydninger mellem Samfundsklasserne i Efterkrigstiden" (Nationaløkonomisk Tidsskrift, 3. række, Bind 44; 1936) Arkiveret 5. marts 2016 hos  Wayback Machine
- "Statistikens Anvendelse indenfor økonomisk-historisk Forskning" (Nationaløkonomisk Tidsskrift, 3. række, Bind 45; 1937) Arkiveret 4. marts 2016 hos  Wayback Machine
- anmeldelse af: "Tabeller over Skibsfart og Varetransport gennem Øresund 1497—1660, ed. Nina Ellinger (og Knud Korst). Kbhvn. I. Tabeller over Skibsfarten. 1906. 11. Tabeller over Varetransporten A & B. 1922, 1933. Tabeller over Skibsfart og Varetransport gennem Øresund 1661—1783 og gennem Storebælt 1701—1748, ed. D:o D:o. I. Tabeller over Skibsfarten" (Nationaløkonomisk Tidsskrift, Bind 80; 1942) Arkiveret 5. marts 2016 hos  Wayback Machine
- "Nutidssamhällets tillkomst Kvantitativt studerad" (Nationaløkonomisk Tidsskrift, Bind 89 tillæg (1951) Axel Nielsen til minde) Arkiveret 8. maj 2022 hos  Wayback Machine
- Eli F. Hecksner: "Ekonomisk liberalism"; Svensk Tidsskrift, 12 årgången (1922), s. 385-402 Arkiveret 13. marts 2012 hos  Wayback Machine

### Anmeldelser af forfatterskab
- Aksel E. Christensen (anmeldelse af): "Eli F. Heckscher: Sveriges ekonomiska historia frán Gustav Vasa. Forsta delen, I: Medeltidshushallningens organisering 1520—1600; II: Hushallningen under internationell paverkan 1600—1720. Stockholm 1935—36. — Ekonomisk-historiska studier. Stockholm 1936" (Historisk Tidsskrift, 10. række, Bind 4; 1937) Arkiveret 5. marts 2016 hos  Wayback Machine
- E(inar). C(ohn). (anmeldelse af): "Eli F. Heckscher: Världskrigets ekonomi. 243 Sider. P.F. Norstedt & Söners Förlag. Stockholm 1915" (Nationaløkonomisk Tidsskrift, 3. række, Bind 24; 1916)
- E(inar). C(ohn). (anmeldelse af): "Eli F. Heckscher: Den ekonomiska skandinavismen. Foredrag vid Sveriges allmänna Exportforenings årsstämma den 22. April 1918; 24 Sider og Eli F. Heckscher: Staten och det enskilda initiativet efter kriget. Foredrag vid Sveriges Industriforbunds årsmöte den 23. April HUS: 38 Sider" (Nationaløkonomisk Tidsskrift, 3. række, Bind 26; 1918) Arkiveret 5. marts 2016 hos  Wayback Machine
- E(inar). C(ohn). (anmeldelse af): "Eli F. Heckscher: Gammal och ny ekonomisk liberalism. 99 S. P.A.Norstedt & Söner. Stockholm 1921" (Nationaløkonomisk Tidsskrift, 3. række, Bind 30; 1922)
- E(inar). C(ohn). (anmeldelse af): "Eli F. Heckscher: Nyordningen af Finlands Penningsväsende. 118 S. Holger Schildts Förlags A/B. Helsingfors 1923" (Nationaløkonomisk Tidsskrift, 3. række, Bind 32; 1924)
- E(inar). C(ohn). (anmeldelse af): "Eli F. Heckscher: Om ekonomiska studier. 133 Sider. P. A. Norstedt Söner. Stockholm 1926. Pris indb. 3 Kr. 60 Øre. G. Udny Yule: The function of statistical method in scientific investigation. 14 S. His Majesty's Stationery Office. London 1924. Pris 6 d." (Nationaløkonomisk Tidsskrift, 3. række, Bind 34; 1926) Arkiveret 5. marts 2016 hos  Wayback Machine
- Astrid Friis: "Økonomisk historie og professor Eli F. Heckscher" (Historisk Tidsskrift, 11. række, Bind 2; 1947) Arkiveret 5. marts 2016 hos  Wayback Machine
- Finn T. B. Friis (anmeldelse af): "Eli F. Heckscher: Ekonomi och historia. Albert Bonniers forlag. Stockholm 1922 (344 Sider)" (Nationaløkonomisk Tidsskrift, 3. række, Bind 31; 1923) Arkiveret 5. marts 2016 hos  Wayback Machine
- Jørgen Gelting: "Om nyt og gammelt i Finansvidenskaben" (Nationaløkonomisk Tidsskrift, Bind 80; 1942) Arkiveret 5. marts 2016 hos  Wayback Machine
- Kristof Glamann (anmeldelse af): "Eli F. Heckscher, Sveriges ekonomiska historia från Gustav Vasa. Andra delen. Det moderna Sveriges grundlaggning. Stockholm 1950. (Halvbd. 1, 584 sider, halvbd. 2, side 585—894, + LXII + bilagor side 3*-58* register och innehållsförteckning side 1—461—46 + kartor och diagram)" (Historisk Tidsskrift, 11. række, Bind 3; 1950)
- Hans Jensen (anmeldelse af): "Eli F. Heckscher: Merkantilismen. Et led i den ekonomiska politikens historia. I—II. (P. A. Norstedt & söners förlag, Stockholm 1931)" (Nationaløkonomisk Tidsskrift, 3. række, Bind 39; 1931)
- Even Marstand (anmeldelse af): "Eli F. Heckscher: Sveriges ekonomiska historia från Gustav Vasa. Första delen. Första boken. Stockh. 1935. 265 og XV S. Bilagor 33 S. Med Illustrationsbilag, Kort og Diagrammer" (Nationaløkonomisk Tidsskrift, 3. række, Bind 44; 1936) Arkiveret 5. marts 2016 hos  Wayback Machine
- Even Marstand (anmeldelse af): "Eli F. Hcckscher: Sveriges ekonomiska historia från Gustav Vasa. Första delen. Andra boken. Stockh. 1936. S. 267—707 og XVII—XLIII. Med Illustrationer, Diagrammer og alfabetisk Register til Del I" (Nationaløkonomisk Tidsskrift, 3. række, Bind 44; 1936)
- P. E. Milhøj (anmeldelse af): "Eli F. Heckscher. Studium och undervisning 1i ekonomisk historia. C. W. K. Gleerups forlag, 1951. 78 sider. Pris 3,50 sv. kr." (Nationaløkonomisk Tidsskrift, Bind 89; 1951) Arkiveret 5. marts 2016 hos  Wayback Machine
- Poul Milhøj: "Nogle eksempler på økonomisk historieskrivning om nyere tid i økonomisk teori og statistik" (Nationaløkonomisk Tidsskrift, Bind 90; 1952) Arkiveret 5. marts 2016 hos  Wayback Machine
- Erik Møller (anmeldelse af): "Eli F. Heckscher: Merkantilismen. Ett led i den ekonomiska politikens historia. I—II. Stockholm 1931" (Historisk Tidsskrift, 10. række, Bind 2; 1932) Arkiveret 5. marts 2016 hos  Wayback Machine
- Bertil Ohlin: "Kort översikt över nationalekonomien i Sverige" (Nationaløkonomisk Tidsskrift, 3. række, Bind 35; 1927) Arkiveret 5. marts 2016 hos  Wayback Machine
- Albert Olsen: "Professor Heckscher og historikerne" (Historisk Tidsskrift, 11. række, Bind 2; 1947)
- Marcus Rubin (anmeldelse af): "Eli F. Heckscher: Kontinentalsystemet. Den stora handelsspärringen för hundra år sedan. 272 S. Stockholm 1918" (Nationaløkonomisk Tidsskrift, 3. række, Bind 26; 1918) Arkiveret 5. marts 2016 hos  Wayback Machine
- Sven Røgind (anmeldelse af): "Eli F. Heckscher: Industrialismen. Den ekonomiska utvecklingen 1750—1914 (P. A. Norstedt & Söners Forlag, Stockholm 1931, 216 S.). Arthur Montgomery: Industrialismens genombrott i Sverige. En översikt av Sveriges ekonomiska historia under det senaste århundradet (A/B Skoglund's Bokforlag, Stockholm 1931, 313 S.). Johan Åkerman: Industrialism och kultur (Bokforlaget Natur og Kultur, Stockholm 1932, 112 S.)" (Nationaløkonomisk Tidsskrift, 3. række, Bind 40; 1932) Arkiveret 5. marts 2016 hos  Wayback Machine
- Ludvig Stavenow (anmeldelse): En bok om merkantilismen; Svensk Tidsskrift, 22 årgången (1932), s. 24-29 Arkiveret 13. marts 2012 hos  Wayback Machine
- Jens Toftegaard (anmeldelse af): "Eli F. Heckscher: Svenska Produktionsproblem. (Bonniers Stockholm, 1918. 252 S.)" (Nationaløkonomisk Tidsskrift, 3. række, Bind 27; 1919) Arkiveret 4. marts 2016 hos  Wayback Machine